# Calvaire de Curtafond
Le calvaire de Curtafond est un calvaire situé à Curtafond, en France.

## Localisation
Le calvaire est situé dans le département français de l'Ain, sur la commune de Curtafond.
Initialement placé à l'intersection du C.G.C 42 et du chemin vicinal de Curtafond à Confrancon, il a été déplacé en 2013 car il devenait gênant pour la circulation automobile. Il est actuellement placé dans le parc attenant à l’église et à la mairie.

## Description
Il s'agit d'un calvaire gothique du XVe siècle en pierre calcaire.
Le socle circulaire a plusieurs niveaux et se termine par un cône tronqué qui supporte une colonne octogonale se terminant par un tailloir carré sur lequel est posée la croix proprement dite.
Le tailloir possède sur chacune de ses quatre faces un blason représentant les instruments de la Passion du Christ :
- au nord les clous ;
- à l'est la couronne d’épines ;
- a l'ouest l’éponge et la lance ;
- au sud la tenaille et le marteau.

La statuaire est à double face :
- une face Ouest représentant la Vierge tenant dans les bras l'enfant Jésus (qui n'a plus ni bras ni tête) ; elle repose sur un piédestal où est sculpté un ange tenant un parchemin avec des lettres entrelacées et elle est surplombée par un autre ange ;
- la face Est est représentée par la crucifixion du Christ.

L’ensemble est couronné par un oiseau qui semble tenir un oisillon entre ses pattes.
L'édifice est classé au titre des monuments historiques le 22 mai 1933.